# Commersonia amystia
Commersonia amystia är en malvaväxtart som beskrevs av C.F.Wilkins och L.M.Copel.. Commersonia amystia ingår i släktet Commersonia och familjen malvaväxter. Inga underarter finns listade i Catalogue of Life.